# 22283 Pytheas
22283 Pytheas este o planetă minoră (asteroid) din Mars-crossing asteroid⁠(d). A fost descoperită pe 6 august 1986 la Naționalna astronomiceska observatoria - Rojen⁠(d) de Eric Walter Elst și a fost numită după Pytheas. 
Obiectul prezintă o orbită caracterizată de o semiaxă mare de 2,1895583 UAi, o excentricitate de 0,25, o înclinație de 7,975 ° în raport cu ecliptica.